# Parco territoriale attrezzato dell'Annunziata
Il parco territoriale attrezzato dell'Annunziata è un'area naturale protetta dell'Abruzzo istituita nel 1991.
Occupa una superficie di 50 ha nella provincia di Chieti.

## Storia
Il parco è stato istituito con legge regionale n° 23 del 04/06/1991.

## Territorio
Nel territorio scorre un affluente del torrente Venna il quale, a sua volta, è un affluente del fiume Foro. Il torrente forma varie cascate con concrezioni di travertino. Nel territorio vi erano varie sorgenti che alimentavano un sistema complitato di mulini oggi abbandonati ma tuttora in parte visibile.

## Fauna
- Mammiferi: volpe, faina, forse anche istrice.[3]
- Avifauna: ballerina gialla, scricciolo, codibugnolo, merlo, picchio verde, poiana.[3]
- Crostacei: granchio di fiume.[3]

## Flora
La flora è assai variegata.